# Oronsay (ö i Storbritannien, Highland, lat 57,33, long -6,47)
Oronsay är en ö i Storbritannien.   Den ligger i kommunen Highland och riksdelen Skottland, i den nordvästra delen av landet, 700 km nordväst om huvudstaden London. Arean är 0,38 kvadratkilometer.
Terrängen på Oronsay är platt. Öns högsta punkt är 46 meter över havet. Den sträcker sig 0,8 kilometer i nord-sydlig riktning, och 1,0 kilometer i öst-västlig riktning.